# Język pauniski

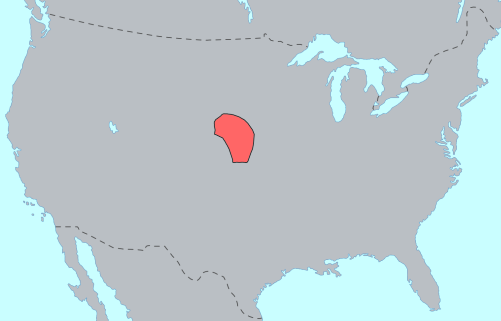
Zasięg języka pawnee

Język pauniski (ang. Pawnee) – polisyntetyczny i ergatywny język, używany przez Indian Paunisów, zamieszkujących obecnie północną Oklahomę. Pierwotnie używany był wzdłuż rzeki Platte.
Pawnee należy do grupy północnej rodziny języków kaddo i jest najbliżej spokrewniony z arikara. Wyróżnia się dwa ważne dialekty pawnee – south band i skiri. Różnią się one od siebie fonetycznie oraz leksykalnie.
Język ma status wymierającego. W 2007 było tylko 10 jego użytkowników, a młodzi Paunisi najczęściej posługują się wyłącznie angielskim.